# Typhlocyba nigeriana
Typhlocyba nigeriana är en insektsart som beskrevs av Irena Dworakowska 1979. Typhlocyba nigeriana ingår i släktet Typhlocyba och familjen dvärgstritar. Inga underarter finns listade i Catalogue of Life.